# Lao Army FC
El Lao Army FC es un equipo de fútbol de Laos que juega en la Liga de Fútbol de Laos, la máxima categoría de fútbol en el país.

## Historia
Fue fundado en el año 1998 en Vientián, la capital del país, y es el equipo que representa al Ejército Popular de Laos en fútbol.
Es el equipo más ganador de la liga, ya que cuenta con 8 títulos, además de una Copa del Primer Ministro.

## Palmarés
- Lao League (8)

1990, 1991, 1992, 1993, 1994, 1996, 1997, 2008
- Copa del Primer Ministro (1)

2013

## Jugadores

### Jugadores destacados
- Takeshi Tanada
- Antonio Kargbo
- Souliya Siphaxay
- Kitar Sisavath
- Kita Sysabath